# Ctenogobiops tangaroai
 Ctenogobiops tangaroai es una especie de peces de la familia de los Gobiidae en el orden de los Perciformes.

## Morfología
Los machos pueden llegar a alcanzar los 6 cm de longitud total.

## Hábitat
Es un pez de Clima tropical (22 °C-25 °C) 

## Distribución geográfica
Se encuentra en el Océano Pacífico: Islas del Almirantazgo, la Samoa Americana, Australia, la China, Guam , Indonesia, el Japón (incluyendo las Islas Ryukyu), República de Palau, Papúa Nueva Guinea, las Filipinas , Samoa, Taiwán y Tonga. 

## Observaciones
Es inofensivo para los humanos. 